# Защитна окраска
Защитната окраска е способ на живите организми да се защитят от хищници, или хора. Тя също има и предупредителна функция, като по този начин подсказва на околните, че този индивид може да е опасен за тях. Защитната окраска при различните животни и растения се е развивала и променяла дълго време в резултат на тяхната еволюция и промени в средата на местообитание.

## Роли на защитната окраска
- Прикритие(камуфлаж) [2]
- предупреждение
- защита
- Привличане на полезни индивиди от същия или друг вид с цел симбиоза.

## Видове защитна окраска
- Ярки цветове
- Бодли
- Форми, наподобяващи друг индивид
- Косъмчета
- Променящи се цветове
- Уголемяващ се размер на тялото
- Допълнителни зъби
- Прикриваща зоната на лов на хищник.